# Lophius gastrophysus
Lophius gastrophysus är en fiskart som beskrevs av Miranda Ribeiro, 1915. Lophius gastrophysus ingår i släktet Lophius och familjen marulksfiskar. IUCN kategoriserar arten globalt som livskraftig. Inga underarter finns listade i Catalogue of Life.